# Алкимен (комедиограф)
Алкимен (грч. Ἀλκιμένης, 6 – 5. век п. н. е.) био је атински комедиограф који је стварао у оквиру старе атичке комедије. Чини се да је био Есхилов савременик. Једна његова комедија наводно се звала Купачице (Κολυμβῶσαι). Његова су дела изазивала дивљење Тиниха, млађег Есхиловог савременика.

## Трагички песник
Суда спомиње и трагичког песника истог имена, рођеног у Мегари, но никаквих података немамо о времену његовог живота или о његовим делима.